# هرناندياوات
الهرنندياوات (الاسم العلمي: Hernandioideae) هي أسرة من النباتات تتبع الفصيلة الهرنانديات من رتبة الغاريات.

## أجناس الهرناندياوات
- الهرناندية
- الإليجيرية